# Villa San Marco (Santa Flavia)
Villa San Marco è una residenza civile di Santa Flavia.
La villa venne edificata nel 1673 intorno ad una preesistente torre d'avvistamento del XVI secolo per il controllo di piantagioni di "cannamele" (canna da zucchero). Progettista fu l'architetto Domenico Cirrincione, frate domenicano, incaricato da Vincenzo Giuseppe Filingeri, conte di San Marco, principe di Mirto e Grande di Spagna.
È un raro esempio di architettura civile di stile manierista, che fonde elementi militari (bastioni angolari, merli, ponte levatoio, alte mura di cinta), a caratteri tipici dell'architettura residenziale (scalone monumentale a doppia rampa, balconi, cappella). La cappella è però rifacimento dell'architetto Francesco Paolo Palazzotto nel 1906.
Da due portali monumentali si accede ai giardini recintati, denominati "floretta" e "fruttiera", dove sono presenti alberi dalle dimensioni monumentali.
Durante la seconda guerra mondiale lo scrittore Giuseppe Tomasi di Lampedusa, cugino dei Filingeri per parte di madre, soggiornò in questa villa.
La villa è proprietà privata.